# Karin Schulze

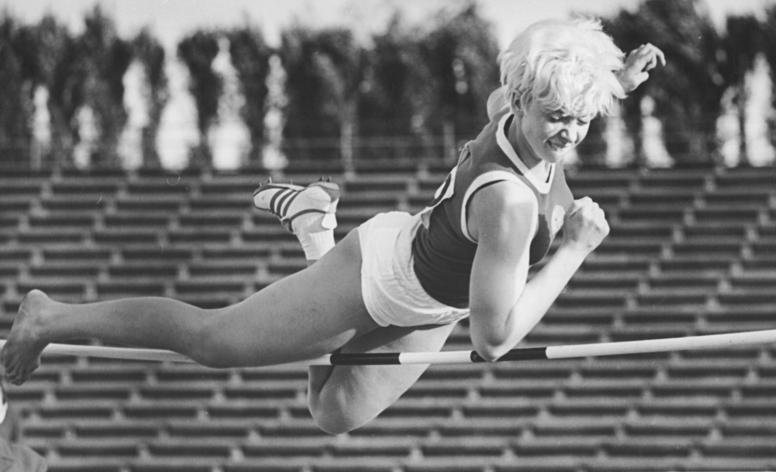
Karin Rüger, 1964

Karin Schulze (geb. Rüger; * 1. April 1944 in Wernigerode) ist eine ehemalige deutsche Hochspringerin, die für die DDR startete.
1964 wurde sie Neunte bei den Olympischen Spielen in Tokio, 1965 Zweite beim Leichtathletik-Europacup in Kassel, 1968 Siebte bei den Olympischen Spielen in Mexiko-Stadt und 1969 Fünfte bei den Leichtathletik-Europameisterschaften in Athen.
1964 und 1971 wurde sie DDR-Hallenmeisterin. Ihre persönliche Bestleistung von 1,83 m stellte sie am 1. Juni 1968 in Sofia auf.
Karin Schulze ist mit dem Hochspringer Thomas Schulze  verheiratet. Ihre Tochter Sabina Schulze war als Schwimmerin erfolgreich.